# Волотовское сельское поселение (Новгородский район)
Волото́вское сельское поселение — упразднённое с 1 апреля 2014 года муниципальное образование в Новгородском муниципальном районе Новгородской области России.
Административным центром был посёлок Волховец.
Волотовское сельское поселение было образовано в соответствии с законом Новгородской области от 11 ноября 2005 года № 559-ОЗ.
Территория прежнего сельского поселения расположена в центре Новгородской области, к востоку от Великого Новгорода. На территории муниципального образования находятся Хутынский монастырь, Волотово поле, церковь Спаса на Нередице, церковь Спаса на Ковалёве, церковь Успения Пресвятой Богородицы на Волотовом поле и другие примечательные объекты. На юге сельского поселения проходит Сиверсов канал.
У юго-западной границы территории Волотовского сельского поселения — Рюриково Городище, небольшая часть археологического объекта (включая сельское кладбище) входила в территорию сельского поселения, имелись предложения по исключению этой территории из состава Волотовского сельского поселения и Новгородского муниципального района и включению этой территории в состав муниципального образования — «городской округ Великий Новгород», в связи с возможностью получения порядка 300 млн рублей на благоустройство Рюрикова Городища. Прошедшие публичные слушания не решили этот вопрос, но 28 октября 2009 года Областная дума внесла изменения в ряд законов что разрешило эту ситуацию — часть земель объекта историко-культурного наследия «Рюриково городище» отошла к территории «городского округа Великий Новгород».
С 1 апреля 2014 года Законом Новгородской области № 533-ОЗ были преобразованы: Новоселицкое сельское поселение, Савинское сельское поселение и Волотовское сельское поселение во вновь образованное муниципальное образование Савинское сельское поселение с определением административного центра в деревне Савино.

## Население
| 2010 | 2012  | 2013  | 2014  |
| ---- | ----- | ----- | ----- |
| 2061 | ↗2168 | ↗2260 | ↗2310 |

## Населённые пункты
На прежней территории сельского поселения расположены 15 населённых пунктов — посёлок Волховец и 14 деревень: Волотово, Зарелье, Кирилловское Сельцо, Кунино, Малая Горка, Новая Деревня, Новое Кунино, Радионово, Сельцо-Шатерно, Сковородка, Спас-Нередицы, Ушерско, Хутынь и Шолохово.